# Hội đồng Chứng minh
Hội đồng Chứng minh hay Hội đồng chứng minh Giáo hội Phật giáo Việt Nam là cơ quan lãnh đạo tối cao về Đạo pháp và Giới luật của Giáo hội Phật giáo Việt Nam. Hội đồng Chứng minh của Giáo hội gồm chư vị Hòa thượng tiêu biểu của Giáo hội Phật giáo Việt Nam; có ít nhất 70 tuổi đời và 50 tuổi đạo; được Ban Thường trực Hội đồng Chứng minh tiền nhiệm giới thiệu và Đại hội Đại biểu toàn quốc Giáo hội Phật giáo Việt Nam suy tôn.
Chư vị Hòa thượng được suy tôn vào Hội đồng Chứng minh thì không tham gia Hội đồng Trị sự, ngoại trừ một số trường hợp đặc biệt do Ban Thường trực Hội đồng Trị sự đề nghị. Chư vị Hòa thượng thành viên Hội đồng Chứng minh tại vị trọn đời, ngoại trừ trường hợp đặc biệt mới phải miễn nhiệm, do quyết định của Hội đồng Chứng minh với đa số 2/3 thành viên tại hội nghị biểu quyết tán thành.

## Chức năng
Hội đồng Chứng minh là cơ quan lãnh đạo tối cao về Đạo pháp và Giới luật của Giáo hội Phật giáo Việt Nam. Hội đồng Chứng minh suy cử Ban Thường trực Hội đồng Chứng minh để thực thi các chức năng, nhiệm vụ của Hội đồng Chứng minh giữa hai kỳ Đại hội Đại biểu Phật giáo toàn quốc; giám sát và chứng minh các hoạt động Phật sự của các cấp Giáo hội. Hội đồng Chứng minh suy cử Ban Thường trực Hội đồng Chứng minh để thực thi các chức năng, nhiệm vụ của Hội đồng Chứng minh giữa hai kỳ Đại hội Đại biểu Phật giáo toàn quốc; giám sát và chứng minh các hoạt động Phật sự của các cấp Giáo hội.

## Ban Thường trực
Ban Thường trực Hội đồng Chứng minh gồm các chức danh:
- Đức Pháp chủ.
- Chư vị Phó Pháp chủ.
- Chư vị Giám luật.
- Chánh Thư ký.
- Chư vị Phó Thư ký.
- Chư vị Ủy viên Thường trực.

Số lượng thành viên Ban Thường trực Hội đồng Chứng minh thực hiện theo quy chế hoạt động của Ban Thường trực Hội đồng Chứng minh.

### Chức năng, quyền hạn, nhiệm vụ
- Chứng minh các Hội nghị Trung ương và Đại hội Đại biểu Phật giáo toàn quốc Giáo hội Phật giáo Việt Nam.
- Lãnh đạo, hướng dẫn và giám sát tối cao các hoạt động của Giáo hội, Hội đồng Trị sự về mặt Đạo pháp và Giới luật.
- Phê chuẩn tấn phong Giáo phẩm Hòa thượng, Thượng tọa, Ni trưởng, Ni sư của Giáo hội Phật giáo Việt Nam.
- Chuẩn y đề nghị khen thưởng, kỷ luật đối với thành viên Giáo hội Phật giáo Việt Nam do Ban Thường trực Hội đồng Trị sự đệ trình.
- Ban hành Thông điệp Phật đản, Thư chúc tết, Thông điệp trong những sự kiện trọng đại, sự kiện đặc biệt của Giáo hội Phật giáo Việt Nam và của đất nước;
- Thành lập Văn phòng Ban Thường trực Hội đồng Chứng minh và các Ban chuyên môn.

Văn phòng và các Ban chuyên môn là cơ quan giúp việc Ban Thường trực Hội đồng Chứng minh.
Chức năng, nhiệm vụ khác được quy định trong Quy chế hoạt động của Ban Thường trực Hội đồng Chứng minh, do Hội đồng Chứng minh ban hành

## Pháp chủ
Pháp chủ là ngôi vị đứng đầu trong ban Thường trực Hội đồng Chứng minh, là lãnh đạo tinh thần của Giáo hội và Phật giáo toàn quốc, thường được suy tôn từ một vị Phó Pháp chủ. Pháp chủ thường tại vị trọn đời. Giáo hội Phật giáo Việt Nam từ khi thành lập năm 1981 đến nay trải qua 4 đời Pháp chủ:
- Đệ nhất Pháp chủ: Hòa thượng Thích Đức Nhuận tại vị nhiệm kỳ I, II, III từ năm 1981 đến khi viên tịch năm 1993
- Đệ nhị Pháp chủ: Hòa thượng Thích Tâm Tịch tại vị nhiệm kỳ IV, V từ năm 1997 đến khi viên tịch năm 2005
- Đệ tam Pháp chủ: Hòa thượng Thích Phổ Tuệ tại vị nhiệm kỳ VI, VII, VIII từ năm 2007 đến khi viên tịch năm 2021
- Đệ tứ Pháp chủ: Hòa thượng Thích Trí Quảng tại vị nhiệm kỳ IX từ năm 2022

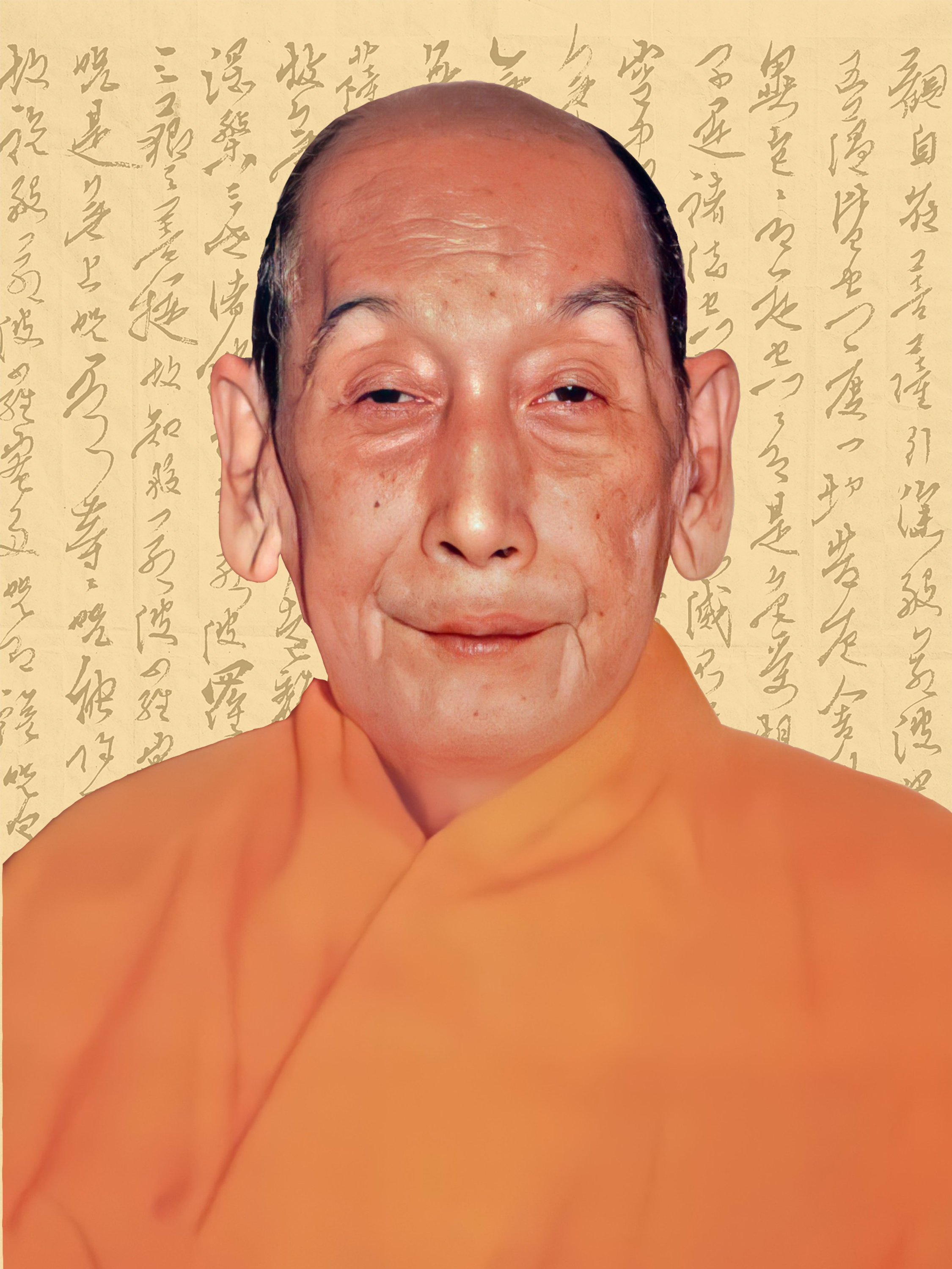
Hòa thượng Thích Đức Nhuận-Đệ nhất Pháp chủ HĐCM GHPG Việt Nam

## Quyền Pháp chủ
Trong Điều 17 - Hiến chương Giáo hội Phật giáo Việt Nam có ghi: Trong thời gian của nhiệm kỳ, nếu Đức Pháp chủ khuyết vị thì Ban Thường trực Hội đồng Chứng minh cung thỉnh một trong các vị Phó Pháp chủ đảm nhiệm Quyền Pháp chủ và thông báo Hội đồng Chứng minh, Hội đồng Trị sự biết để suy tôn trong Hội nghị Thường niên gần nhất của Trung ương Giáo hội Phật giáo Việt Nam. Năm 1993 và năm 2005, sau khi hai vị Đệ Nhất và Đệ Nhị Pháp chủ viên tịch, Giáo hội đã không suy tôn Quyền Pháp chủ nào mà đợi đến Đại hội kế tiếp của Giáo hội (vào năm 1997 và năm 2007) mới suy tôn một vị Pháp chủ kế vị.
Năm 2021, ngay sau khi Đức Đệ Tam Pháp chủ Thích Phổ Tuệ viên tịch, nhân dịp lễ tưởng niệm tuần thất thứ 6 Đức Pháp Chủ tại chùa Vĩnh Nghiêm (TP.HCM), Ban Thường trực HĐCM đã tổ chức phiên họp đặc biệt để suy tôn Hoà thượng Thích Trí Quảng lên ngôi Quyền Pháp chủ. Sau đó, lễ suy tôn diễn ra sáng 31/12, tại hội nghị kỳ 6, khóa VIII (nhiệm kỳ 2017 - 2022) của Hội đồng trị sự Trung ương Giáo hội Phật giáo Việt Nam.
| STT | Chân dung                                             | Thọ đại giới   | Pháp phái | Sơn môn  | Tại vị                       | Trụ xứ                               | Các chức vụ khác |
| --- | ----------------------------------------------------- | -------------- | --------- | -------- | ---------------------------- | ------------------------------------ | --- |
| 1   | Đức Quyền Pháp chủ Đại lão Hoà thượng Thích Trí Quảng | 1960 (22 tuổi) | Lâm Tế    | Không rõ | Từ 31/12/2021 đến 29/11/2022 | - Việt Nam Quốc Tự - Chùa Huê Nghiêm | - Phó pháp chủ kiêm Giám luật Hội Đồng Chứng Minh Trung ương GHPGVN (2017-) - Viện trưởng Học viện Phật giáo Việt Nam tại Thành phố Hồ Chí Minh. (2008-) - Trưởng ban Trị sự Giáo hội Phật giáo Việt Nam Thành phố Hồ Chí Minh. (1999-) - Tổng Biên tập Báo Giác Ngộ (1989-) - Chủ tịch Hội đồng Giám Luật thuộc Hội Đồng Chứng Minh Trung ương GHPGVN (2020-) - Phó chủ tịch Hội Đồng Trị Sự Trung ương GHPGVN. (2002-2017) - Trưởng ban Phật giáo Quốc tế Trung ương GHPGVN (2007-2017) - Trưởng ban Hoằng pháp Trung ương GHPGVN (2002-2007) - Viện trưởng Viện nghiên cứu Phật học Việt Nam (2007-2017) - Sáng lập Đạo tràng Pháp Hoa |

## Phó Pháp chủ
Phó Pháp chủ là ngôi vị suy cử trong ban thường trực Hội đồng Chứng minh, là lãnh đạo tinh thần của Giáo hội, Phật giáo toàn quốc, Phó Pháp chủ thường được suy cử từ các vị thành viên Ban Thường trực Hội đồng Chứng minh. Phó Pháp chủ thường tại vị trọn đời. Các vị Phó Pháp chủ có thể kiêm nhiệm vai trò khác trong Ban Thường trực Hội đồng Chứng minh.

## Hội đồng Giám luật
Năm 2020, được sự chuẩn y của Đức Pháp chủ, Ban Thường trực Hội đồng Chứng minh thành lập Hội đồng Giám luật thuộc Hội đồng Chứng minh với vai trò điều hành giám sát hoạt động các cấp của giáo hội. Thành viên Hội đồng Giám luật Hội đồng Chứng minh Giáo hội Phật giáo Việt Nam gồm:
| STT | Pháp Danh                    | Hội đồng Chứng minh            | Hội đồng Giám luật          | Ghi chú                    |
| --- | ---------------------------- | ------------------------------ | --------------------------- | -------------------------- |
| 1   | Hòa thượng Thích Trí Quảng   | Phó Pháp chủ kiêm Giám Luật    | Chủ tịch Hội đồng Giám luật |                            |
| 2   | Hòa thượng Thích Thanh Dũng  | Phó Pháp chủ kiêm Chánh Thư ký | Thành viên                  |                            |
| 3   | Hòa thượng Thích Đức Nghiệp  | Phó Pháp chủ                   | Thành viên                  |                            |
| 4   | Hòa thượng Dương Nhơn        | Phó Pháp chủ                   | Thành viên                  | Đã viên tịch               |
| 5   | Hòa thượng Thích Giác Nhường | Phó Pháp chủ kiêm Giám Luật    | Thành viên                  |                            |
| 6   | Hòa thượng Thích Thiện Duyên | Phó Pháp chủ                   | Thành viên                  | Đã viên tịch               |
| 7   | Hòa thượng Viên Minh         | Ủy viên Thường trực            | Thành viên                  |                            |
|     |                              |                                |                             |                            |
|     | Thượng tọa Thích Giác Dũng   |                                | Thư ký Hội đồng             | Thành viên Hội đồng Trị sự |

## Ban giám luật
Tại phiên họp lần thứ nhất, Ban Thường trực Hội đồng Chứng minh GHPGVN khóa IX (nhiệm kỳ 2022-2027)đã bầu ra các vị thành viên:
| STT | Pháp Danh                   | Hội đồng Chứng minh            | Ban Giám luật              | Ghi chú                    |
| --- | --------------------------- | ------------------------------ | -------------------------- | -------------------------- |
| 1   | Hòa thượng Thích Đức Nghiệp | Phó Pháp chủ kiêm Giám Luật    | Chủ tịch Ban Giám luật     |                            |
| 2   | Hòa thượng Thích Thanh Dũng | Phó Pháp chủ kiêm Chánh Thư ký | Phó Chủ tịch Ban Giám Luật |                            |
| 3   | Hòa thượng Viên Minh        | Phó Pháp chủ                   | Thành viên                 |                            |
| 4   | Hòa thượng Thích Giác Quang | Phó Pháp chủ                   | Thành viên                 |                            |
| 5   | Hòa thượng Chau Ty          | Phó Pháp chủ                   | Thành viên                 |                            |
| 6   | Hòa thượng Thích Giác Giới  | Phó Thư ký Ban Thường trực     | Thành viên                 |                            |
| 7   | Hòa thượng Thích Minh Thông | Phó Thư ký Ban Thường trực     | Thành viên                 |                            |
| 8   | Hòa thượng Thích Thanh Nhã  | Ủy viên Thường trực            | Thành viên                 |                            |
| 9   | Hòa thượng Thích Tâm Thủy   | Ủy viên Thường trực            | Thành viên                 |                            |
|     |                             |                                |                            |                            |
|     | Thượng tọa Thích Giác Dũng  |                                | Thư ký                     | Thành viên Hội đồng Trị sự |